# Moschea vecchia (Edirne)
La moschea vecchia (in turco Eski Camii) è una moschea ottomana di Edirne, in Turchia. È situata nel centro storico della città, a poche centinaia di metri dalla moschea Selimiye.

## Storia e descrizione
La moschea venne costruita a partire dal 1402, per volontà dell'emiro Solimano, fratello del sultano Maometto I, mentre il progetto venne affidato all'architetto Haci Alaeddin di Konya. Con la costruzione della vicina Moschea Üç Şerefeli nel 1447, l'edificio assunse la denominazione attuale. Nel 1753, per volontà del sultano Mahmud I, fu restaurata dai danni causati da un sisma e da un incendio avvenuti alcuni anni prima.
L'ingresso è presentato da un grande portico, sorretto da sei pilastri alternati da cinque volte a sesto acuto, ed è sormontato da cinque cupolette. Accanto al portico si stagliano i due minareti; quello sull'angolo nord-ovest, fu aggiunto in occasione della costruzione della moschea Üç Şerefeli. La sala della preghiera presenta una pianta quadrata, sormontata da nove cupole sorrette da un sistema di archi incentrato sui quattro grandi pilastri presenti al centro della sala.
Il portico esterno, realizzato in pietra come il resto dell'edificio, presenta una serie di decorazioni realizzate mediante l'impiego di mattoni, mentre i portali sono realizzati in marmo.
Gli interni sono decorati con iscrizioni coraniche e motivi colorati risalenti alla seconda metà del XIX secolo. Il miḥrāb, in pietra, presenta una serie di decorazioni a muqarnas.